# Сан-Мартіню-де-Ангейра
Сан-Мартіню-де-Ангейра (порт. São Martinho de Angueira; МФА: [ˈsɐ̃w maɾ.ˈti.ɲu dɨ ɐ̃.ˈgɐj.ɾɐ]) — парафія в Португалії, у муніципалітеті Міранда-ду-Дору. Розташована в північно-східній частині країни, на теренах історичної португальської провінції Трансмонтана. Входить до складу округу Браганса. За адміністративним поділом, чинним до 1976 року, терени парафії були складовою провінції Трансмонтана і Верхнє Дору. Належить до Брагансько-Мірандської діоцезії Католицької церкви. Патрон — святий Петро. Площа — 36,7712 км². Населення — 307 ос. (2011). Слабо урбанізований регіон. Густота населення — 8,35 осіб/км²
. Код — 040613.

## Населення
| Кількість мешканців | Кількість мешканців | Кількість мешканців | Кількість мешканців | Кількість мешканців | Кількість мешканців | Кількість мешканців | Кількість мешканців | Кількість мешканців | Кількість мешканців | Кількість мешканців | Кількість мешканців | Кількість мешканців | Кількість мешканців | Кількість мешканців |
| ------------------- | ------------------- | ------------------- | ------------------- | ------------------- | ------------------- | ------------------- | ------------------- | ------------------- | ------------------- | ------------------- | ------------------- | ------------------- | ------------------- | ------------------- |
| 1864                | 1878                | 1890                | 1900                | 1911                | 1920                | 1930                | 1940                | 1950                | 1960                | 1970                | 1981                | 1991                | 2001                | 2011                |
| 537                 | 619                 | 719                 | 728                 | 796                 | 770                 | 853                 | 946                 | 1 009               | 1 029               | 712                 | 559                 | 439                 | 359                 | 307                 |